# Homologie (genetica)
Homologie (Grieks: homoios, hetzelfde en logos, woord, gedachte; homologia, overeenkomst) is het hebben van een gemeenschappelijke voorouder gemeten aan de hand van de overeenkomsten in de nucleotidesequentie in twee DNA- of RNA-moleculen of twee primaire structuren, de lineaire sequentie van aminozuren in eiwitten of peptides.
Bij anatomische en morfologische structuren als organen kan ook sprake zijn van homologie. Zo zijn de longen van bepaalde dieren homoloog met de zwemblaas bij vissen.

## Verwarring
Met het begrip homologie wordt soms op wat verwarrende wijze omgegaan. 
Twee genen zijn slecht dan homoloog als deze genen een aantoonbare gemeenschappelijke voorouder hebben; hebben ze dat niet, dan zijn ze niet homoloog. De mate van overeenkomst van de basevolgorde is daarbij van geen belang. Een grote mate van overeenkomst helpt natuurlijk wel om de gemeenschappelijke afstamming op te sporen. 
In principe zijn er geen gradaties in homologie: ze zijn of homoloog, of ze zijn het niet. Gedeeltelijke homologie is overigens wel mogelijk als onderdelen van een complex gen homoloog zijn en andere onderdelen niet. Maar ook in dat geval is de mate van overeenkomst niet van doorslaggevend belang. Hoewel de mate van (sequentie)overeenkomst kan worden uitgedrukt als een percentage, geldt dat dus niet voor homologie. Dit brengt met zich mee dat als twee genen (basevolgorde in het DNA) homoloog zijn, dat dit ook geldt voor de eventueel uit deze genen geproduceerde eiwitten (op het DNA gebaseerde volgorde van aminozuren). Twee eiwitten zijn homoloog dan en slechts dan als de onderliggende DNA sequenties homoloog zijn.
Omdat genen met een gemeenschappelijke voorouder homoloog zijn, ligt het voor de hand te verwachten dat homologe genen eenzelfde biomoleculaire rol vervullen. Dit is echter maar zeer gedeeltelijk waar en hangt sterk af van de evolutionaire afstand tussen de genen. Zoals de long een heel andere functie heeft dan de homologe zwemblaas kan een gen in een organisme gemakkelijk tien homologe genen hebben in een ander organisme, waarbij geen enkele van deze homologen dezelfde functie hoeft te hebben. Daarbij komt het veel voor dat een organisme een aantal genen heeft die homoloog zijn aan elkaar, elk met een andere functie.
Homologie is verder op te delen in orthologie, paralogie, xenonolgie, homeologie en syntelogie.

## Orthologie
Gezien het bovenstaande heeft het begrip homologie beperkt nut binnen de bioinformatica. Het begrip ortholoog duidt op een veel sterkere relatie. Stel dat uit een voorouderlijke soort, soort X, twee soorten, X1 en X2 ontstaan. Dan beschikken beide soorten X1 en X2 grotendeels over eenzelfde set genen. Van vrijwel elk gen in soort X1 bestaat er dan een overeenkomstig gen in soort X2. Genen die op deze wijze zijn gerelateerd, ontstaan uit hetzelfde gen in de laatste gemeenschappelijke voorouder, zijn ortholoog. Orthologe genen hebben vrij vaak dezelfde biomoleculaire functie. Toegepast op organen zou gesteld kunnen worden dat de longen van een krokodil ortholoog zijn aan de longen van de mens en inderdaad hebben die dezelfde functie. Hier geldt dat ook de zwemblaas ortholoog is aan de menselijke longen, maar over een veel grotere evolutionaire afstand - de laatste gemeenschappelijke voorouder van ons en vissen was een voorouderlijke beenvis - wat duidelijk maakt dat ook bij orthologie functiebehoud niet gegarandeerd is.
Bij orthologie gaat het altijd om onderdelen uit verschillende organismen.

## Paralogie
Orthologe genen ontstaan door vermenigvuldiging van organismen en de afsplitsing van soorten. Kleine mutaties in de DNA-reproductie leiden tot een langzaam uiteengroeien van genen en grotere mutaties kunnen tot duplicatie van hele stukken DNA leiden. Als gevolg van dergelijke reproductiefouten kunnen bepaalde genen dubbel voorkomen. Dergelijke genen zijn paraloog. Paraloge genen zijn dus genen die afstammen van een enkel gen in dezelfde soort. Paraloge genen hebben doorgaans elk een eigen specifieke biomoleculaire rol.

## Ingewikkeld
Stel dat soorten X1 en X2 die beide afstammen van soort X een gen G hebben. Gen G heeft dan twee orthologe varianten: G1 en G2 in respectievelijk soorten X1 en X2. Stel nu dat in soort X2 een genduplicatie optreedt waarbij gen G2 twee paraloge genen krijgt: G2-1 en G2-2. Beide genen uit soort X2 stammen, net als gen G1 uit soort X1, af van gen G in de laatste gemeenschappelijke voorouder X. Dat betekent dat zowel G2-1 als G2-2 ortholoog zijn aan G1. De genen G2-1 en G2-2 zijn co-ortholoog aan gen G1. In de situatie dat co-orthologie optreedt en dus ook paralogie, is het weinig waarschijnlijk dat beide paraloge genen G2-1 en G2-2 dezelfde functie hebben als hun ortholoog G1 in soort X1. Welk van de twee co-orthologen de oorspronkelijke functie heeft behouden, als er al een is, is niet zonder meer duidelijk. Mocht er toch een gen aangewezen kunnen worden dat de oorspronkelijke functie heeft behouden, dan wordt dat soms aangeduid als de echte ortholoog. Dit is echter onjuist: beide genen blijven co-ortholoog, maar een daarvan heeft de functie behouden, terwijl de ander een nieuwe rol heeft gekregen. 
Ook soorten X1 en X2 kunnen verder kunnen opsplitsen in nieuwe soorten en in beide takken kunnen nieuwe genen ontstaan door genduplicatie of genen kunnen verdwijnen. De relaties tussen genen kunnen daardoor bijzonder ingewikkeld worden, waarbij zelfs de termen ortholoog, paraloog en co-ortholoog de onderliggende relatie onvoldoende beschrijven. fylogenetische stambomen kunnen dan helpen de relaties helder te krijgen.